# Тау (Алба)
Тау (рум. Tău) насеље је у Румунији у округу Алба у општини Рошија де Секаш. Oпштина се налази на надморској висини од 280 m.

## Историја
Према државном шематизму православног клира Угарске 1846. године у месту "Токат" је живело 78 породица, са придодатим филијалним - 68 из Бешења. Православни парох је био поп Јоаким Марко а капелан поп Георгије Поповић.

## Становништво
Према подацима из 2002. године у насељу је живело 536 становника, од којих су сви румунске националности.